# DISCOVERY (Mr.Childrenのアルバム)
『DISCOVERY』（ディスカバリー）は、日本のバンド・Mr.Childrenの7枚目のオリジナルアルバム。1999年2月3日にトイズファクトリーより発売。

## 背景とリリース
通常盤のみの1形態で発売。表記はないが、本作はHDCD仕様となっている。活動休止期間を経て前作『BOLERO』から約1年11ヶ月ぶりのアルバム。ジャケットには「Versus」以来久々にメンバー全員の顔が写っている。アートディレクターは信藤三雄。
16thシングル『光の射す方へ』のカップリング曲「独り言」は未収録となった。
制作当初は何の決め事も無く、肩の力を抜いて作られた。レコーディングは彼らのプライベート・スタジオで行われ、デビュー当時のように合宿しながらその日の気分または天候によって演奏する曲が決められた。セッションは数回行われ、1回目が1998年の4月、2回目が5月、3回目が6月、また7月初頭にはロサンゼルスで行われたという。
6分以上の曲が3曲収録されており、Mr.Childrenのアルバムでは初めて収録時間が1時間を超えた。
プロデューサーの小林武史は発売当時「これまでで最高のアルバムができた」と評したが、桜井和寿は2000年のインタビューで「自由にやろうやろうとしすぎて、逆にとらわれてる部分があった」、『IT'S A WONDERFUL WORLD』のプロモーション時には「もし『DISCOVERY』の頃の自分がこんな曲を書けていたら、あの頃にあんな迷走はしなかっただろう」と本作についてやや否定的な発言をしている。
本作発売後の1999年2月13日からライブツアー『Mr.Children TOUR '99 DISCOVERY』を開催。その後、真駒内アイスアリーナ公演と沖縄宜野湾市海浜公園野外劇場公演の音源を収録したライブアルバム『1/42』が50万枚限定で発売された。

## チャート成績
オリコンチャートで4作連続初登場1位を獲得。初週で111万枚を売り上げ、累計売上は181.4万枚。アルバムでは通算5作目のミリオンセラーを達成した。

## 収録内容
| 全作詞: 桜井和寿、全編曲: 小林武史 & Mr.Children、弦編曲: 四家卯大 & 小林武史。 |                    |           |                    |      |
| #                                                                               | タイトル           | 作詞      | 作曲               | 時間 |
| 1.                                                                              | 「DISCOVERY」      |           | 桜井和寿           | 5:52 |
| 2.                                                                              | 「光の射す方へ」   |           | 桜井和寿           | 6:49 |
| 3.                                                                              | 「Prism」          |           | 桜井和寿           | 4:40 |
| 4.                                                                              | 「アンダーシャツ」 |           | 桜井和寿           | 5:26 |
| 5.                                                                              | 「ニシエヒガシエ」 |           | 桜井和寿           | 5:00 |
| 6.                                                                              | 「Simple」         |           | 桜井和寿           | 4:30 |
| 7.                                                                              | 「I'll be」        |           | 桜井和寿           | 9:10 |
| 8.                                                                              | 「#2601」          |           | 桜井和寿・鈴木英哉 | 5:37 |
| 9.                                                                              | 「ラララ」         |           | 桜井和寿           | 5:17 |
| 10.                                                                             | 「終わりなき旅」   |           | 桜井和寿           | 7:04 |
| 11.                                                                             | 「Image」          |           | 桜井和寿           | 4:02 |
| 合計時間:                                                                       | 合計時間:          | 合計時間: | 63:31              |      |

## 楽曲解説
1. DISCOVERY
  - 今作の表題曲。
  - 桜井和寿曰く「歌詞が少ないのはどれだけ音を鳴らせるかを考えたから」。
  - 1998年の8月頃、桜井がサーフィンの帰りに聴いていたラジオのコーナー『東京DISCOVERY』のタイトル部分である『DISCOVERY』という部分が引っ掛かり、桜井曰く「ディスカバリーという言葉を繰り返しながらメロディに変えていって作った」とのこと[2]。
2. 光の射す方へ
  - 16thシングル表題曲。
3. Prism
  - 15thシングル『終わりなき旅』カップリング曲。
4. アンダーシャツ
  - 歌詞に社会批判が込められている。
  - 本作の中では最初にレコーディングが行われた曲で、元々はコード展開などを含め、ビートルズの楽曲「アイ・アム・ザ・ウォルラス」をイメージしたような曲だったという[2]。
  - 本作のレコーディングにも参加したマニピュレーターの松本賢がレコーディング時にアンダーシャツを着ていたため、当初の歌詞が「マッツはアンダーシャツ」だったとのこと[4]。
  - アルバムツアー以来、2010年の東京グローブ座公演でしか演奏されていなかったが、2024年の「Mr.Children tour 2024 miss you arena tour」でツアーでは約25年ぶりに演奏された。
5. ニシエヒガシエ
  - 14thシングル表題曲。
6. Simple
  - アコースティック・ギターを主体とした楽曲。リズムトラックはロサンゼルスでレコーディングされた[2]。
  - シンガーソングライターの鈴木祥子、センチメンタル・シティ・ロマンスの中野督夫がバックコーラスを担当している。
  - 歌詞は桜井が温泉に入っている際に思い付いたものであり、イントロのギターのリフは、桜井が活動休止前に長渕剛やジェイムス・テイラーのギター奏法を研究している際に生まれたものだという。桜井は「そのリフと、温泉で生まれた曲がすごくうまくドッキングした」と語っている[2]。
  - 本曲のデモ音源には、サックスが入っていたが、桜井曰く「バンドでやるには余計なものを入れない」「歌というものがちゃんと聴こえるアレンジにするのがいいだろう」ということで、最終的には入れられなかった[2]。
  - 2014年に開催されたファンクラブ限定ツアー『Mr.Children FATHER&MOTHER 21周年ファンクラブツアー』の直前に行われた「会員が最もライブで聴きたい曲」アンケートでは4位に選ばれた[5]。
7. I'll be
  - 演奏時間は9分を越え、本作で最も長い曲。
  - アルバム発売から約3ヶ月後に17thシングル『I'LL BE』としてシングルカットされた。制作時期はシングルバージョンの方が先で、本作に収録されているアルバムバージョンはストリングスも含め東京都のBunkamuraスタジオでレコーディングが行われたものである[6]。
  - 桜井は「煮詰まっていた時に、ちょっと休憩しようということになって、みんながコントロール・ルームに行ったとき、僕が1人でテンポをすごく落として弾き語りでやったのにギターの田原が付いてきて、それがいいねーってことになって、小林さんの生ピアノも含めて一発録りしました」と語っている[7]。
  - 小林の提案で桜井は酒を飲み、やや酔った状態でレコーディングした。終盤、鈴木のドラムはかなり大変だったという。
  - 1999年のFCライブである『Mr.Children special event INVITATION '99』でのみシングルバージョンは披露されたが、本アルバムを引っ提げて行われたツアー『Mr.Children TOUR '99 DISCOVERY』をはじめ、ライブツアー及び『ap bank fes』全てでこちらのアルバムバージョンが演奏されている。
8. #2601
  - 桜井と鈴木で共作曲されたハードロック調の曲。歌詞に「ミシェル・ファイファー」が登場する。桜井曰く「歌の中に映画俳優がたくさん出てきて訳わかんないのは面白いかもしれない」ということで入れられたとのこと。ちなみに、当初の歌詞にはケビン・ベーコンが登場していたという[4]。
  - 桜井は「もうちょっとヘビーな曲だったんだけど『ニシエヒガシエ』と差別化させるために、テンポをアップさせました」と語っている[6]。
  - シーケンスのフレーズは小林武史がローランド JP-8000で作ったものであり、アルペジエーターを使用し演奏されている[6]。
  - 『Mr.Chidren Tour'99 "DISCOVERY"』では一部公演を除き演奏はされなかった。
  - 前述の「会員が最もライブで聴きたい曲」アンケートでは22位に選ばれた[5]。
9. ラララ
  - 仮タイトルは「ホニャララ」[1]。
  - 天気の良い日に、晴れやかな気分を上乗せしながらレコーディングされた[1]。
  - 桜井は「この曲ではPro Toolsは使わず、マルチテープをBunkamuraスタジオに持っていってミックス・ダウンしました」と語っている[6]。
  - スタジオでほとんど一発録りしたもので、ドラムのマイキングもエンジニアのアドバイスを聞きつつ、桜井が自ら行っている[6]。
  - 楽曲内のローズ・ピアノは小林が演奏している[6]。
  - 後にベスト・アルバム『Mr.Children 1996-2000』にも収録された。
10. 終わりなき旅
  - 15thシングル表題曲。
11. Image
  - オーケストラとバンドサウンドを合わせた曲。リズムトラックはロサンゼルスでレコーディングされた[2]。
  - 桜井は「サウナ入って、サウナのあとにマッサージ待ってたんですよ。サウナに入ってるときに思い浮かんだんで、出てからすぐ殴り書きしてて」「そうしたらマッサージのおばちゃんが『一番の方～』って呼ぶんですよね。で、そのメモした紙を持ってマッサージを受けて」と語り、また、マッサージを受けている最中も歌詞を考えていたと語っている[4]。
  - 冒頭の「どれくらい目をつぶっていたろう?」という歌詞は、車の中でも思い浮かんだ歌詞だという[4]。

## 参加ミュージシャン
- Mr.Children
  - 桜井和寿：Vocal, Guitar
  - 田原健一：Guitar
  - 中川敬輔：Bass
  - 鈴木英哉：Drums
- 小林武史：Keyboards
- 吉田誠：Computer Programming
- 松本賢：Computer Programming

アンダーシャツ
- エリック宮城：Trumpet
- 横山均：Trumpet

Simple
- 鈴木祥子：Chorus
- 中野督夫：Chorus

I'll be
- 四家卯大ストリングス：Strings

ラララ
- 小幡英之：Sax
- 長田功：Trumpet

終わりなき旅
- 四家卯大ストリングス：Strings

Image
- 村田陽一：Trombone, Euphonium
- 西村浩二：Trumpet
- 広原正典：Oboe
- 四家卯大ストリングス：Strings

## テレビ出演
| 番組名                   | 日付         | 放送局     | 演奏曲       |
| ------------------------ | ------------ | ---------- | ------------ |
| うたばん                 | 1999年2月2日 | TBS        | 光の射す方へ |
| HEY!HEY!HEY! MUSIC CHAMP | 1999年2月8日 | フジテレビ | 光の射す方へ |

## ライブ映像作品
| 曲名           | 作品名                                                           |
| -------------- | ---------------------------------------------------------------- |
| DISCOVERY      | Mr.Children TOUR '99 DISCOVERY                                   |
| 光の射す方へ   | →「 光の射す方へ § ライブ映像作品 」を参照                       |
| Prism          | →「 終わりなき旅 § ライブ映像作品 」を参照                       |
| アンダーシャツ | Mr.Children TOUR '99 DISCOVERY                                   |
| アンダーシャツ | miss you LIVE                                                    |
| ニシエヒガシエ | →「 ニシエヒガシエ § ライブ映像作品 」を参照                     |
| Simple         | Mr.Children TOUR '99 DISCOVERY                                   |
| Simple         | MR.CHILDREN DOME TOUR 2005 "I ♥ U" 〜FINAL IN TOKYO DOME〜       |
| Simple         | ap bank fes '09                                                  |
| Simple         | Mr.Children DOME TOUR 2009 〜SUPERMARKET FANTASY〜 IN TOKYO DOME |
| Simple         | MR.CHILDREN TOUR POPSAURUS 2012                                  |
| Simple         | Mr.Children DOME & STADIUM TOUR 2017 Thanksgiving 25             |
| I'll be        | Mr.Children TOUR '99 DISCOVERY                                   |
| I'll be        | Mr.Children CONCERT TOUR POPSAURUS 2001                          |
| I'll be        | ap bank fes '07                                                  |
| I'll be        | ap bank fes '10                                                  |
| ラララ         | Mr.Children TOUR '99 DISCOVERY                                   |
| ラララ         | Mr.Children CONCERT TOUR POPSAURUS 2001                          |
| ラララ         | MR.CHILDREN DOME TOUR 2005 "I ♥ U" 〜FINAL IN TOKYO DOME〜]      |
| ラララ         | ap bank fes '08                                                  |
| ラララ         | MR.CHILDREN TOUR POPSAURUS 2012                                  |
| 終わりなき旅   | →「 終わりなき旅 § ライブ映像作品 」を参照                       |
| Image          | Mr.Children TOUR '99 DISCOVERY                                   |
| Image          | Mr.Children Tour 2004 シフクノオト                               |
| Image          | ap bank fes '12 Fund for Japan                                   |